# Phorocerosoma pilipes
Phorocerosoma pilipes là một loài ruồi trong họ Tachinidae.